# 烷醇胺
烷醇胺，是指烷烃骨架上同時帶有羟基(-OH) 和氨基（-NH 2、-NHR和-NR2）官能团的化合物。烷醇胺是一个广义的分類术语，有时會用作子分类。 

链烷醇胺
氨基甲醇，氨与甲醛反应的中间体
乙醇胺
2-氨基-2-甲基-1-丙醇是噁唑啉的前体
缬氨醇
鞘氨醇是某些细胞膜的成分

## 1-氨基醇
1-氨基醇也成爲半缩醛胺。當中最基礎的成員是甲醇胺。

## 2-氨基醇
主要成员：乙醇胺、二甲基乙醇胺、N-甲基乙醇胺、氨甲基丙醇
普萘洛尔和吲哚洛尔兩種常見藥物都属于此类别，統稱為链烷醇胺β受体阻滞剂。乙醇胺的另一种药用衍生物有异他林。
2-氨基醇是重要的有机化合物，通常由胺与环氧化物反应生成。简单的烷醇胺可用作溶剂、合成中间体和高沸点碱。 

### 製備
环氧乙烷和相关环氧化物添加到胺中： 
C
2H
4O + R–NH
2  →  RNHC
2H
4OH
氨基酸加氢得到相应的2-氨基醇。例子包括脯氨醇（来自脯氨酸）和缬氨醇（来自缬氨酸）。

## 1,3-、1,4-和1,5-氨基醇
- 七胺醇（英语：Heptaminol）——一种心兴奋剂
- 丙醇胺（英语：Propanolamines）

## 天然产物
大多数蛋白质和肽都含有醇和氨基。丝氨酸和羟脯氨酸都屬於链烷醇胺。
- 藜芦定（英语：Veratridine）和藜芦碱（英语：veratrine）
- 莨菪烷类生物碱，如阿托品
- 激素、神经递质肾上腺素和去甲肾上腺素